# Zalkind Hourwitz
Zalkind Hourwitz (1751 – 1812) è stato uno scrittore polacco di origine ebraica che ha vissuto a Metz e poi a Parigi.
È stato attivo nelle discussioni politiche della Rivoluzione francese. L´ "Apologia degli ebrei" è stato uno dei tre contributi premiati nel concorso lanciato della Royal Society of Arts and Sciences della città di Metz nell'anno 1787 sul tema: "Quali sarebbero i modi per rendere gli ebrei più felici e più utili in Francia? ". Un altro degli contributi proveniva da una persona che poi divenne famosa per la sua azione nel corso della Rivoluzione, l'abate Grégoire.

Estratto dal libro di memorie di Zalkind Hourwitz :
Come rendere gli ebrei felici e utili? È semplice, smettendola di renderli infelici e inutili, concedendogli, o meglio restituendogli i diritti civici, di cui furono privati in contraddizione con tutte le leggi divine e umane e anche in contraddizione con gli interessi stessi della gente in generale, in quanto privarli di diritti è come farsi tagliare, a cuor leggero, un braccio o una gamba.
Nella sua "Apologia degli ebrei, Hourwitz esige tutti i privilegi della posizione di cittadini, inclusa la proprietà terriera, la libertà professionale e l'istruzione. Tuttavia, come sostenitore degli ideali illuministi, critica anche il potere che i leader ebrei hanno nella loro comunità e chiede che "ai rabbini e ai leader sia severamente vietato detenere qualsiasi autorità sui loro compagni di fede se non in materia religiosa".

## Cronologia di Hourwitz nel tempo della Rivoluzione
- Agosto 1788 - Hourwitz, insieme con Claude Antoine Thiery e l'Abbé Grégoire, vince il concorso della Royal Society of Metz
- Marzo 1789 - Pubblicazione dell' "Apologia degli ebrei"
- Maggio 1789 - Hourwitz viene nominato segretario-interprete della Biblioteca del Re
- Settembre 1789 - Il Journal di Parigi comprende una lunga recensione dell' "Apologia degli ebrei"
- Ottobre 1789 - Hourwitz dona un quarto del suo stipendio alla Rivoluzione
- Febbraio 1790 - La Comune di Parigi adotta all'unanimità una risoluzione che chiede all'Assemblea nazionale di riconoscere gli ebrei come cittadini
- Giugno 1790 - Hourwitz appare davanti all'Assemblea nazionale come parte di una "delegazione di stranieri"
- Ottobre 1792 - Hourwitz viene dimesso dal suo incarico alla Biblioteca Nazionale con altri 11
- Gennaio 1793 - Hourwitz dichiara pubblicamente di essere contrario alla condanna a morte del re
- Dicembre 1793 - gennaio 1794 - Hourwitz appare davanti al comitato rivoluzionario della sezione della Riunione
- Aprile 1794 - Hourwitz chiede a Saint-Just una "spiegazione" del decreto che vieta agli stranieri di risiedere a Parigi o nei porti[5].

## Nella letteratura
- Zalkind Hourwitz appare in un romanzo di Daniel Goldenberg, "l'ebreo della rivoluzione" (Calmann-Lévy, 2009)
- È uno dei personaggi principali, insieme all'abate Grégoire, nel romanzo di Anne Villemin Sicherman, "l'Abbé Grégoire s'en mêle", pubblicato nel 2019 nella raccolta "les grands Détectives" del editore 10/18